# توکورو

توکورو شهری در شهرستان سولنزو در استان بانوا در بورکینافاسوی غربی است و جمعیت آن ۵,۲۷۷ نفر است.